# Pacha Mama

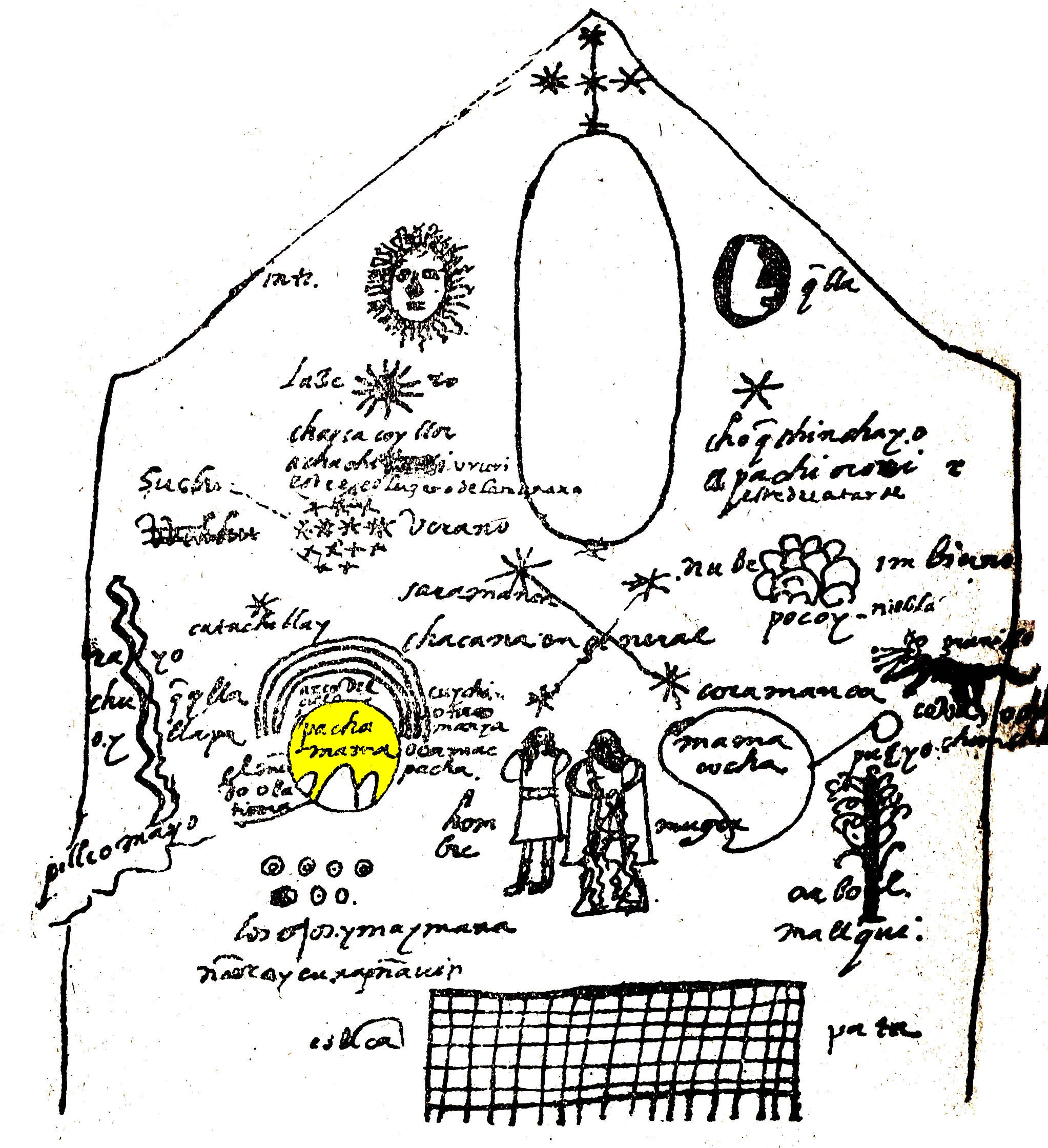
Pachamama na cosmologia dos Incas, Juan de Santa Cruz Pachacuti Yamqui Salcamayhua (1613).

Pacha Mama ou Pachamama (do quíchua Pacha, "universo", "mundo", "tempo", "lugar", e Mama, "mãe", "Mãe Terra") é a deidade máxima dos povos indígenas dos Andes centrais. 
Vários autores consideram Pachamama como uma divindade relacionada com a terra, a fertilidade, a uma mãe, ao feminino.
Pacha Mama é uma deusa, que gera. Segundo a tradição, sua morada está no Cerro Blanco (Nevado de Cachi), cujo cume há um lago que rodeia uma ilha habitada por um touro de chifres dourados e salivantes que, ao mugir, expele nuvens de tormenta pela boca.
Segundo o historiador boliviano Rigoberto Paredes (1870–1950), a princípio, o mito de Pacha Mama devia referir-se ao tempo, "talvez vinculado de alguma forma à terra; ao tempo que cura as maiores dores, tal como extingue as alegrias mais intensas; ao tempo que distribui as estações, fecunda a terra, sua companheira; dá e absorve a vida dos seres no universo. Pacha significa originariamente "tempo", na língua kolla; só com o transcurso dos anos - as adulterações da língua e o predomínio de outras raças - pôde confundir-se com a terra e fazer com que a esta e não àquele se rendesse preferente culto [...] Pacha Mama, segundo o conceito que tem entre os povos originários do Peru, poderia ser traduzido no sentido de terra grande, diretora e sustentadora da vida". A terra, como geradora da vida, será então assumida como um símbolo de fecundidade.

## Celebração
1º de agosto é o dia da Pacha Mama. Nesse dia, enterra-se, em um lugar próximo da casa, uma panela de barro com comida cozida. Também se põe coca, yicta, álcool, vinho, cigarros e chicha para alimentar Pacha Mama. Nesse mesmo dia deve-se por cordões de fio branco e preto, confeccionados com lã de lhama, enrolando-os à esquerda. Esses cordões se atam nos tornozelos, nos pulsos e no pescoço.

## Pachamama como  sujeito de direito
O novo constitucionalismo latino-americano reconhece Pachamama como um novo sujeito de direito, com base no princípio do sumak kawsay ou Buen Vivir ou Vivir Bien, o qual se contrapõe aos ideais de desenvolvimento econômico. Pachamama é referida no preâmbulo das constituições do Equador e da Bolívia.  Nesta última, também são citados os conceitos de suma qamaña (viver bem), ñandereko (vida harmoniosa), teko kavi (vida boa), ivi maraei (terra sem mal) e qhapaj ñan (caminho ou vida nobre) como princípios ético-morais da sociedade. O buen vivir ou sumak kawsay também aparece na Constituição Equatoriana.